# 机动杀人
《机动杀人》（英語：Taking Lives）是一部2004年上映的美國心理驚悚电影，导演為D·J·克魯索，由安吉丽娜·茱莉和伊森·霍克主演。影片的海报上写着“他为了成为你而杀死你”（"He would kill to be you"）。
影片根据迈克尔·派伊（Michael Pye）1999年同名小说改编。

## 剧情
加拿大蒙特利尔市发生了连环杀人案，引起市民恐慌。杀手非常狡猾，甚至伪装成受害者来迷惑警察。联邦调查局探员伊丽娜·斯科特（Illeana Scott）奉命调查此案。他们渐渐发现，凶手多年来一直采用先杀死他人，然后冒用被害者的身份生活。伊丽娜和本地的探员矛盾也越来越深，她甚至爱上了凶手伪装的画商。当他们发现凶手的真相后，凶手杀死一名探员，逃之夭夭。最后伊丽娜设计诱出凶手，将其以正当防卫的形式杀死。

## 演员
- 安吉丽娜·茱莉 飾 伊丽娜·斯科特（Illeana Scott）
- 伊森·霍克 飾 詹姆斯·科斯塔（James Costa）
- 基弗·萨瑟兰 飾 哈特（Christopher Hart）
- 吉娜·罗兰兹 飾 阿谢尔夫人（Mrs. Rebecca Asher）
- 奧利佛·馬丁內斯 飾 帕克特（Joseph Paquette）
- 切基·卡尤 飾 勒克莱尔（Hugo Leclair）
- 让-雨果·安格拉德（英语：Jean-Hugues Anglade） 飾 杜万（Emil Duval）
- 保罗·达诺 飾 小阿谢尔（Young Martin Asher）
- 贾斯汀·查特温 飾 马特·索尔斯比（Matt Soulsby）
- André Lacoste 飾 Cashier
- Billy Two Rivers（英语：Billy Two Rivers） 飾 Car Salesman
- Richard Lemire 飾 Québec City Cop
- 儒利安·普蘭（英语：Julien Poulin） 飾 Québec City Inspector
- 瑪麗·喬絲·克魯茲（英语：Marie-Josée Croze） 飾 Medical Examiner
- Emmanuel Bilodeau 飾 Doctor
- 泰西爾·克利斯汀（英语：Christian Tessier） 飾 Interrogation Officer